# Valérie Lillibeth
Valerie Lillibeth (* 26. Februar 1980 in Stuttgart) ist eine deutsche Schauspielerin und Autorin.

## Leben
Valerie Lillibeth besuchte die Akademie der Schauspielkunst in Stuttgart und spielte unter anderem im Film Cloud Atlas von Tom Tykwer,  Schlussmacher von Matthias Schweighöfer und bundesweit auf der Theaterbühne mit Dieter Hallervorden in Gottes Lebenslauf.
Lillibeth ist als Autorin unter dem Pseudonym Sarah Heumann tätig. Ihr Debüt-Roman High Heels im Hühnerstall erschien 2013 im Aufbau Verlag.

## Theater
- 2008: Nacht. Theater am Olgaeck, Stuttgart[4]
- 2009: Gefährliche Liebschaften. Theater am Olgaeck, Stuttgart[4]
- 2020: Gottes Lebenslauf. Deutsche Uraufführung im Schlosspark Theater, Berlin[2]

2020–2023: Tournee, unter anderem im Theater Dessau

## Filmografie (Auswahl)
- 2009: Das Brautkleid
- 2010: Rausch
- 2010: Ein Praktikant fürs Leben
- 2011: Halbe Portionen
- 2013: Schlussmacher
- 2014: Amok – Hansi geht’s gut
- 2019: Lautlose Tropfen
- 2023: Cryptid

## Hörspiele (Auswahl)
- 2009–12: Daniel Oliver Bachmann: Der Schwarzwald-Ranger – Regie: Günter Maurer (Original-Hörspiel, Mundarthörspiel – SWR)
  - 2009: 3. Folge: Manege frei (Rolle: Elke Förstner)[6]
  - 2011: 4. Folge: Quelle gut, alles gut (Rolle: Aurelie)[7]
  - 2012: 5. Folge: Die Wölfe kommen (Rolle: Aurelie)[8]

## Werke
- High Heels im Hühnerstall. Roman. Aufbau Verlag, Berlin 2013, ISBN 978-3-8412-0654-1.